# Frédéric Soulié
Melchior-Frédéric Soulié, född den 23 december 1800 i Foix, död den 23 september 1847 i Bièvres, var en fransk dramatiker och romanförfattare.
Soulié tjänstgjorde som underbibliotekarie vid arsenalbiblioteket i Paris. Bland hans arbeten märks dramerna Romeo et Juliette (1828), imitation av Shakespeare, Christine à Fontainebleau (1829; svensk översättning 1859) och Closerie des genéts (1846; "Stugan vid Ugglesjön", 1850) samt romanerna Mémoires du diable (1837), Le lion amoureux (1839) med mera.